# Niu Technologies
Niu Technologies (牛电科技; stilisiert als NIU) ist ein Unternehmen für Elektroroller mit Hauptsitz in Peking, Volksrepublik China. Yan Li ist seit Dezember 2017 CEO und COO des Unternehmens.
Die Produkte von Niu umfassen Elektroroller, E-Bikes, E-Scooter und Elektromotorräder. Niu-Fahrzeuge verfügen über digitale Displays, Bluetooth-Konnektivität und mobile Apps, mit denen Benutzer ihre Fahrten verfolgen, Routen planen und den Batteriestand überwachen können.

## Unternehmensentwicklung
Das Unternehmen wurde 2014 von Li Yinan, dem ehemaligen Chief Technology Officer von Baidu, und Token Yilin Hu gegründet. Die ersten Niu-Roller wurden über Crowdfunding finanziert. Es unterschied sich dadurch, dass Lithium-Ionen-Batterien anstelle der günstigeren Blei-Säure-Alternativen verwendet wurden, die damals weit verbreitet in chinesischen E-Scootern zum Einsatz kamen.
2018 wurde es an der NASDAQ-Börse unter dem Ticker NIU gelistet.
2019 startete Revel Transit in New York City mit 1.000 Niu-Elektrorollern und expandierte später nach Washington DC, Austin und Miami.
2021 erweiterte Niu seine Produktpalette um E-Bikes.
2023 brachte das Unternehmen sein erstes elektrisches Dirtbike namens XQi3 auf den Markt.

## Produktionskapazität und Kunden
Stand 2018 hatte das Unternehmen über 200.000 Elektrofahrzeuge in 50 Ländern verkauft und hielt einen Marktanteil von 60 % im europäischen Elektroroller-Markt.
Nius größter Auslandsmarkt ist Europa, angetrieben durch Sharing-Plattformen wie das in Belgien ansässige Scooty. Die Verkäufe in Europa sind von ein paar Hundert im Jahr 2016 auf 16.000 Einheiten im Jahr 2018 gestiegen.

## Finanzen
Das Unternehmen erzielte 2019 einen Umsatz von fast 300 Millionen US-Dollar. Es hat über 125 Millionen US-Dollar an Finanzmitteln von Investoren erhalten.
| Jahr | Umsatz (Mio. US$) | Gewinn (Mio. US$) |
| ---- | ----------------- | ----------------- |
| 2018 | 215               | −50               |
| 2019 | 298               | 27                |
| 2020 | 375               | 25                |
| 2021 | 581               | 35                |
| 2022 | 459               | −7                |